# Pareto-verbetering
Een Pareto-verbetering is een verandering waarbij minstens een enkele individu van een groep er voordeel uit haalt, zonder dat een van de anderen uit de groep er door benadeeld wordt. Hierdoor kan de verzameling van economische agenten er als geheel in nut op vooruit gaan, zoals op een productiemogelijkhedengrens. Op de Paretogrens is het optimum van de Pareto-efficiëntie bereikt, daar is geen Pareto-verbetering meer mogelijk.